# WrayGunn
WrayGunn é uma banda portuguesa, originária de Coimbra. A fusão de estilos, com especial destaque para inspirações vindas do blues, gospel e de sons de rock puramente americanos, ao mesmo tempo complementados por influências de estilos tão diversos como o hip hop ou o funk, esta poderá ser uma das definições possíveis para o som criado pelos portugueses Wraygunn.

## Discografia
- Amateur (CD-Ep, 2000)
- Soul Jam (CD, 2001)
- Ecclesiastes 1.11 (CD, 2004)
- Shangri-La (CD, 2007)
- L´Art Brut (2012)[1]

### Compilações
- A Wraygunn Double Joint: Ecclesiastes 1.11 / Shangri-La ( duplo Vinil, 2008)

## Formação
- Paulo Furtado (voz e guitarras)
- Raquel Ralha (voz)
- Selma Uamusse (voz,
- Sérgio Cardoso (baixo)
- Francisco Correia (sampler, gira-discos)
- Pedro Pinto (bateria)
- João Doce (percussão & bateria)